# Edsbyns kommunala realskola
Edsbyns kommunala realskola var en kommunal realskola i Edsbyn verksam från 1947 till 1965.

## Historia
Skolan bildades som kommunal mellanskola 1947, för att 1 juli 1952 ombildas till en kommunal realskola.
Realexamen gavs från åtminstone 1953 till 1965.
Skolbyggnaden användes efter realskolan av Celsiuskolan.